# One Touch of Venus (película)
One Touch of Venus (Venus era mujer, en Hispanoamérica) es una película estadounidense de 1948, realizada en blanco y negro. Dirigida por William A. Seiter y protagonizada por Robert Walker, Ava Gardner y Dick Haymes, el guion adapta el musical homónimo de Broadway.

## Argumento
Eddie Hatch es un escaparatista de los grandes almacenes Savory, a quien una tarde encargan arreglar el velo que cubre la estatua de Venus Anatolia, antes de que ésta sea exhibida al público. Deslumbrado por la belleza de la diosa, Eddie le da un beso y, aterrorizado, comprueba que la figura cobra vida. Tras reponerse del desmayo, descubre que Venus es una bellísima mujer que parece estar enamorada de él.